# Азиатский кубок вызова по хоккею с шайбой среди молодёжных команд 2013
Азиатский кубок вызова по хоккею с шайбой среди молодёжных команд 2013 года — 2-й турнир Азиатского кубка вызова среди молодёжи под эгидой ИИХФ, проходивший с 7 по 9 июня 2013 года в Хабаровске, Россия. Для участия в турнире вновь была приглашена сборная команда МХЛ — «Красные Звёзды», составленная из игроков команды «Амурские Тигры». Победу одержала сборная Японии, одержавшая две победы на турнире. В решающем матче японцы одолели команду «Красные Звёзды» со счётом 6:4. Лучшими бомбардирами турнира стали игроки сборной Японии — Юсиро Хирано и Сюн Татэда, набравшие по 4 (2+2) очка за результативность.

## Арена
Все матчи кубка прошли в «Платинум Арене».
| Платинум Арена Вместимость: 7 100 |
| --------------------------------- |
|                                   |
| Россия — Хабаровск                |

## Турнир

### Таблица
| М | Сборная          | И | В | ВО | ПО | П | ШЗ | ШП | РШ  | О |
| - | ---------------- | - | - | -- | -- | - | -- | -- | --- | - |
| 1 | Япония           | 2 | 2 | 0  | 0  | 0 | 15 | 6  | +9  | 6 |
| 2 | Красные Звёзды   | 2 | 1 | 0  | 0  | 1 | 8  | 6  | +2  | 3 |
| 3 | Республика Корея | 2 | 0 | 0  | 0  | 2 | 2  | 13 | −11 | 0 |

### Результаты
Время местное (UTC+11).
| 7 июня 2013 19:00 | Красные Звёзды | 4 : 0 (1:0, 0:0, 3:0) | Республика Корея | Платинум Арена, Хабаровск Зрителей: 2000 |

| Отчёт | Отчёт            | Отчёт   | Отчёт    | Отчёт                  |
| --- | ---------------- | ------- | -------- | ---------------------- |
| |                  |         |          |                        |
| | Никита Ивандиков | Вратари | Ли Ёнсын | Судья: Михаил Бутурлин |
| | Голы:            |         |          | Судья: Михаил Бутурлин |
| Кирилл Вороной — 16:45 (В. Тесленко) Сергей Смуров — 43:54 Игорь Ишаев — 51:09 (А. Яковлев, Е. Омельяненко) Виталий Тесленко (бол.) — 58:41 (А. Ремов) | 1:0 2:0 3:0 4:0  |         |          | Судья: Михаил Бутурлин |
| |                  |         |          | Судья: Михаил Бутурлин |
| |                  |         |          | Судья: Михаил Бутурлин |
| |                  |         |          | Судья: Михаил Бутурлин |
| |                  |         |          | Судья: Михаил Бутурлин |
| |                  |         |          |                        |
| | 8                | Броски  | 10       |                        |

| 8 июня 2013 15:00 | Республика Корея | 2 : 9 (0:4, 2:3, 0:2) | Япония | Платинум Арена, Хабаровск Зрителей: 847 |

| Отчёт                                                                     | Отчёт                                            | Отчёт | Отчёт                                               | Отчёт               |
| ------------------------------------------------------------------------- | ------------------------------------------------ | --- | --------------------------------------------------- | ------------------- |
|                                                                           |                                                  | |                                                     |                     |
|                                                                           | Ли Ёнсын — 00:00-40:00 Ким Квон-ён — 40:00-60:00 | Вратари | 00:00-47:41 — Сюн Хитоми 47:41-60:00 — Акира Сасаки | Судья: Максим Манин |
|                                                                           | Голы:                                            | |                                                     | Судья: Максим Манин |
| Ким Джунхи — 22:01 (Чон Джанъу) Пак Кисон — 39:26 (Ким Тхэгюм, Ли Сынхюк) | 0:1 0:2 0:3 0:4 1:4 1:5 1:6 1:7 2:7 2:8 2:9      | 03:43 — Кота Такада (бол.) (К. Судзуки) 08:34 — Какэру Осава (Ю. Хирано) 16:14 — Кадзунари Коинуми (Ю. Осава) 18:43 — Кэнта Такаги (С. Татэда, С. Накадзима) 24:09 — Сюн Татэда (К. Такаги, С. Накадзима) 30:47 — Сюн Татэда (Ю. Хасимото) 36:04 — Кота Такада (мен.) (К. Сарасия, М. Фурухаси) 52:59 — Юсиро Хирано (К. Оцу, Ю. Осава) 58:06 — Юсиро Хирано (бол.) |                                                     | Судья: Максим Манин |
|                                                                           |                                                  | |                                                     | Судья: Максим Манин |
|                                                                           |                                                  | |                                                     | Судья: Максим Манин |
|                                                                           |                                                  | |                                                     | Судья: Максим Манин |
| 12 мин                                                                    | Штраф                                            | 14 мин |                                                     | Судья: Максим Манин |
|                                                                           |                                                  | |                                                     |                     |
|                                                                           | 21                                               | Броски | 30                                                  |                     |

| 9 июня 2013 15:00 | Красные Звёзды | 4 : 6 (1:0, 2:3, 1:3) | Япония | Платинум Арена, Хабаровск Зрителей: 4187 |

| Отчёт | Отчёт                                   | Отчёт | Отчёт                    | Отчёт                  |
| --- | --------------------------------------- | --- | ------------------------ | ---------------------- |
| |                                         | |                          |                        |
| | Никита Ивандиков — 00:00-60:00          | Вратари | 00:00-60:00 — Сюн Хитоми | Судья: Михаил Бутурлин |
| | Голы:                                   | |                          | Судья: Михаил Бутурлин |
| Сергей Абрамов — 22:01 (А. Ремов, К. Вороной) Сергей Смуров — 24:05 Роман Копиенко — 25:23 Сергей Смуров — 59:25 (И. Ишаев, К. Круглицкий) | 1:0 2:0 2:1 3:1 3:2 3:3 3:4 3:5 3:6 4:6 | 25:10 — Макуру Фурухаси (Ю. Хасимото) 33:26 — Цуёси Осава (М. Фурухаси) 38:51 — Кота Такада (М. Фурухаси) 48:13 — Кэнта Такаги (С. Татэда, С. Накадзима) 51:25 — Макуру Фурухаси (К. Судзуки) 58:39 — Косукэ Оцу (бол.) (Ю. Хирано) |                          | Судья: Михаил Бутурлин |
| |                                         | |                          | Судья: Михаил Бутурлин |
| |                                         | |                          | Судья: Михаил Бутурлин |
| |                                         | |                          | Судья: Михаил Бутурлин |
| 47 мин | Штраф                                   | 12 мин |                          | Судья: Михаил Бутурлин |
| |                                         | |                          |                        |
| | 32                                      | Броски | 41                       |                        |

### Итоговое положение команд
| 1 | Япония           |
| 2 | Красные Звёзды   |
| 3 | Республика Корея |

| Победитель Азиатского кубка вызова по хоккею с шайбой среди молодёжных команд 2013 |
| Япония Первый титул                                                                |

### Лучшие бомбардиры
| Игрок           | Команда        | И | Г | П | О | Штр |
| --------------- | -------------- | - | - | - | - | --- |
| Юсиро Хирано    | Япония         | 2 | 2 | 2 | 4 | 0   |
| Сюн Татэда      | Япония         | 2 | 2 | 2 | 4 | 2   |
| Сергей Смуров   | Красные Звёзды | 2 | 3 | 0 | 3 | 14  |
| Кота Такада     | Япония         | 2 | 3 | 0 | 3 | 2   |
| Макуру Фурухаси | Япония         | 2 | 2 | 1 | 3 | 2   |
| Кэнта Такаги    | Япония         | 2 | 2 | 1 | 3 | 2   |
| Сёго Накадзима  | Япония         | 2 | 0 | 3 | 3 | 0   |

Примечание: И = Количество проведённых игр; Г = Голы; П = Голевые передачи; О = Очки; Штр = Штрафное время
По данным: IIHF.com

### Индивидуальные награды
Лучшие игроки в каждой команде по версии тренеров:
| Команда          | Игрок            |
| ---------------- | ---------------- |
| Япония           | Макуру Фурухаси  |
| Республика Корея | Воо Тае Хванг    |
| Красные Звёзды   | Никита Ивандиков |